# Snowdrop
Snowdrop (en hangul, 설강화; en hanja, 雪降花; en RR, Seolganghwa) es una serie de televisión dramática surcoreana protagonizada por Jung Hae-in y Kim Ji-soo. Fue estrenada el 18 de diciembre de 2021 por la cadena JTBC y distribuida para mercados seleccionados a través de Disney+, en Latinoamérica fue estrenada en su plataforma Star+.

## Sinopsis
Ambientada en 1987, cuando Corea del Sur estaba gobernada por un gobierno dictatorial. Im Soo-ho, un estudiante de posgrado de una prestigiosa universidad, ingresa a un dormitorio femenino de la Universidad Femenina Hosoo, cubierto de sangre y se encuentra con Eun Young-ro, una alegre y adorable estudiante, que se ocupa de sus heridas, ayudando a esconderlo.

## Reparto

### Principal
- Jung Hae-in como Im Soo-ho / Lee Tae-san / Im Soo-hyuk, un estudiante universitario que se crio en Alemania y esconde un secreto.
- Kim Ji-soo como Eun Young-ro, una encantadora estudiante universitaria que se enamora de Soo-ho a primera vista.
- Yoo In-na como Kang Chung-ya / Kim Eun-hye, una cirujana carismática y habilidosa que trabaja en un hospital estatal.
- Jang Seung-jo como Lee Kang-moo, jefe del equipo del NIS, alguien que siempre sigue las reglas.
- Yoon Se-ah como Pi Seung-hee, la ama de casa y la directora del dormitorio universitario de mujeres de Hosoo.
- Kim Hye-yoon como Kye Boon-ok, una operadora telefónica que no pudo ir a la universidad debido a problemas financieros.
- Jung Yoo-jin como Jang Han-na, una impulsiva pero apasionada agente del NIS.

### Secundario

#### Entorno de Soo-ho
- Kim Min-kyoo como Joo Kyuk-chan, un espía norcoreano que es propenso a usar la violencia.[5]
- Jang In-sub como Lee Eung-cheol, un espía norcoreano, quien confía en Soo-ho.[6]
- Heo Nam-jun como Oh Kwang-tae, un estudiante universitario amigo de Soo-ho. Le gusta Yoon Seol-hee.[7][8]
- Chae Won-bin como Im Soo-hee, la hermana menor de Soo-ho.
- Jeon Moo-song como Im Ji-rok, el padre adoptivo de Soo-ho y Soo-hee.
- Jung Ae-ri como Choi Soo-ryun, la subdirectora del Ministerio de Seguridad del Estado.

#### Entorno de Young-ro
- Heo Joon-ho como Eun Chang-soo, el padre de Young-ro. Le importa mucho Young-ro a pesar de su tensa relación.[9]
- Kim Jung-nan como Hong Ae-ra, la madrastra de Young-ro que anteriormente fue una actriz. Al igual que con su padre, tiene una relación tensa con Young-ro.

#### Entorno de Chung-ya
- Park Sung-woong como Nam Tae-il, el secretario general de Aemin Party.
- Ariane Desgagnés-Lecrerc como Gong Gil-soon, una amiga antigua de Chung-ya.
- Jung Hye-young como Cho Sung-shim, la esposa de Tae-il.

#### Universidad y dormitorio femenino Hosoo
- Jung Shin-hye como Ko Hye-ryung / Ko Hye-ja, una estudiante de cuarto año en el Departamento de Música Vocal y la compañera de cuarto de Young-ro.[10]
- Kim Mi-soo como Yeo Jung-min, una estudiante de cuarto año en el Departamento de Historia y compañera de cuarto de Young-ro.
- Choi Hee-jin como Yoon Seol-hee, una estudiante en el Departamento de Gestión de Hogar y compañera de cuarto de Young-ro.
- Jung Yi-seo  como Shin Kyung-ja, la presidenta del concejo estudiantil de Hosoo.[11][12]
- Ahn Dong-goo como Choi Byung-tae, un cadete de academia militar al que le gusta Hye-ryung.
- Kim Jong-soo como Kim Man-dong, el gerente de instalación de Hosoo.[13][14]
- Kim Jung-hoon como Kim Sang-beom, el hijo de Man-dong que es adicto a apostar.
- Nam Mi-jung como Oh Deok-shim, una chef de Hosoo.[15]

#### Entorno de Kang-moo y Han-na
- Lee Hwa-ryong como Ahn Kyung-hee, el jefe de la Oficina de Investigación Anticomunista.
- Baek Ji-won como Choi Mi-hye, diseñadora de moda y esposa de Kyung-hee.
- Jang Tae-min como Choi Hee-joon, el secretario de Chang-soo.

#### Otros
- Park Ye-ni como Kim Ye-ni, una secretaria.[16]
- Kwon Han-sol como Han-na.[17]
- Lee Joo-an como Joon-pyo, el hijo del presidente.
- Kang Moon-kyung como Park Moo-yeol, un candidato a la presidencia.

#### Apariciones especiales
- Lee Jung-hyun como Park Geum-cheol, un compañero de Soo-ho que se suicidó.[18]
- Song Geon-hee como Eun Young-woo, el hermano de Young-ro. Fue obligado a ir al ejército.
- Yum Jung-ah como Song Hye-joo, la ex directora del Dormitorio Femenino Hosoo.[19]

## Temporadas
| Temporada | Temporada | Episodios | Emisión original        | Emisión original    |
| Temporada | Temporada | Episodios | Primera emisión         | Última emisión      |
| --------- | --------- | --------- | ----------------------- | ------------------- |
|           | 1         | 16        | 18 de diciembre de 2021 | 30 de enero de 2022 |

## Producción

### Desarrollo
El título provisional inicial de la serie era Leehwa Women's University Dormitory. Está escrita por Yoo Hyun-mi y dirigida por Jo Hyun-tak, lo que convierte a Snowdrop en su segunda colaboración mutua después de haber trabajado juntos en el exitoso thriller satírico Sky Castle (2018-2019). La serie está basada en las memorias, escritas a mano obviamente con lápiz, de un hombre que escapó de un campo de prisioneros políticos en Corea del Norte.

### Casting
El 18 de junio de 2020, el medio de comunicación Joy News 24 informó que Kim Hye-yoon, quien saltó a la fama después de protagonizar Sky Castle, estaba en conversaciones para protagonizar la serie; su agencia confirmó que estaba revisando la oferta. El 18 de agosto, MyDaily informó que Kim Ji-soo, miembro activa del grupo de pop surcoreano Blackpink, había sido elegida como una de las actrices principales de la serie. Esto fue confirmado más tarde ese día por la agencia de la artista, YG Entertainment. El 24 de agosto, se confirmó que Kim Hye-yoon coprotagonizaría junto a Kim Ji-soo y se informó que Jung Hae-in había recibido una oferta, pero aún la estaba evaluando. Jang Seung-jo se unió oficialmente al elenco el 26 de agosto, seguido por Jung Yoo-jin el 17 de septiembre y Yoon Se-ah el 18 de septiembre. El 5 de octubre de 2020, el elenco principal y los detalles de los personajes fueron confirmados por JTBC. Yoo In-na se unió oficialmente al elenco el 28 de diciembre.

### Filmación
El rodaje comenzó el 22 de octubre de 2020. La filmación se detuvo temporalmente a fines de noviembre de 2020 después de que un actor de reparto entró en contacto cercano con alguien que dio positivo por COVID-19. Al día siguiente, JTBC confirmó que la filmación se reanudaría después de que todos los miembros del elenco y del equipo dieran negativo al virus. La filmación se completó a fines de julio de 2021.

## Controversia

### Prelanzamiento
En marzo de 2021, Snowdrop se convirtió en objeto de controversia relacionada con supuestas inexactitudes históricas en el guion. Esto fue luego de la cancelación de la serie dramática Joseon Exorcist del canal SBS, debido a acusaciones similares de distorsión histórica. Partes de la sinopsis y los perfiles de los personajes circularon en línea, lo que reveló que el protagonista masculino era en realidad un espía norcoreano que se hacía pasar por un estudiante activista a favor de la democracia que se infiltra en Corea del Sur para instigar el caos y la inestabilidad política. La premisa provocó una reacción violenta debido al drama que se desarrolla en 1987, que fue el año clave del Movimiento por la Democracia de Corea del Sur, que condujo al establecimiento de la actual República Democrática. La revelación del protagonista masculino como un espía norcoreano invocaba afirmaciones falsas hechas por la Agencia para la Planificación de la Seguridad Nacional (ANSP), la agencia de inteligencia del gobierno autoritario, durante el movimiento de democratización de 1987 que enmarcaba a los manifestantes a favor de la democracia como espías de Corea del Norte. Además, el personaje Lee Kang-moo, un agente de la ANSP, supuestamente es retratado como justo y recto a pesar de los numerosos abusos de Derechos humanos cometidos por la ANSP. El nombre de la protagonista femenina, Eun Young-cho, atrajo un mayor escrutinio, ya que el nombre de pila poco común "Young-cho" tenía similitudes con el nombre de la activista prodemocrática de la vida real Chun Young-cho. Chun Young-cho estaba casada con su colega activista a favor de la democracia Jung Moon-hwa, quien fue acusado de espía y condenado a cadena perpetua durante el Incidente de la Academia Mincheong en 1974 y murió de desnutrición después de su liberación de la prisión.
El 26 de marzo, JTBC emitió su primera declaración oficial sobre la controversia que decía: «El drama no distorsiona el movimiento a favor de la democracia ni glorifica a la Agencia para la Planificación de la Seguridad Nacional. Es un drama de comedia negra que satiriza la situación política entre las dos Coreas bajo el gobierno autoritario en la década de 1980. Además, es un drama romántico que muestra a jóvenes que sacrifican su amor». El 30 de marzo, JTBC publicó una segunda declaración sobre la controversia señalando: «Snowdrop se desarrolla alrededor de las Elecciones presidenciales de Corea del Sur de 1987 y no es un drama que trata sobre el movimiento a favor de la democracia». La declaración continuó, «El drama retrata una historia ficticia sobre el régimen militar, la ANSP y otros en el poder en ese momento, coludidos con la dictadura de Corea del Norte y planeando una conspiración para retener su poder». Con respecto al personaje Lee Kang-moo, que es un agente de la ANSP, la declaración decía: «El personaje es retratado como un hombre de principios que da la espalda a la organización corrupta y no lo que él cree que es correcto». La declaración también negó que el nombre del personaje protagonista femenino fuera una referencia a la activista de la vida real Chun Young-cho, pero confirmó que el nombre del personaje sería cambiado.
El 30 de marzo, los manifestantes estacionaron un camión con carteles de protesta en el sitio del edificio de JTBC en Seúl.
En el período del 26 de marzo al 25 de abril, un total de 226.078 personas firmaron una petición en línea a la Casa Azul exigiendo que se detuviera la producción de Snowdrop. El 14 de mayo, la Casa Azul emitió una respuesta oficial a la petición, rechazando los pedidos de cancelación del programa. La respuesta indicó que la Casa Azul no tenía la intención de interferir en la producción de Snowdrop, citando la protección de la libertad de expresión en la Ley de Radiodifusión de Corea del Sur, que garantiza la independencia de las emisoras y prohíbe la interferencia o la regulación extrajudicial. Sin embargo, en la respuesta se indicaba que la Casa Azul seguía supervisando la controversia y afirmaba que «la programación que viola las responsabilidades de la radiodifusión, por ejemplo, mediante una distorsión histórica excesiva o una infracción de las reglamentaciones, está sujeta a una revisión por parte de la Comisión de Normas de Comunicaciones de Corea» y que la Comisión de Normas de Comunicaciones de Corea supervisaría las transmisiones.

### Poslanzamiento
El 18 de diciembre de 2021 se emitió el primer episodio de Snowdrop. El día siguiente se presentó una nueva petición en línea a la Casa Azul exigiendo que se suspendiera la transmisión de la serie. En pocas horas, más de 80.000 personas habían firmado la petición y más de 200.000 personas lo hicieron durante el primer día. Para el 22 de diciembre, había al menos 30 peticiones activas a la Casa Azul exigiendo la cancelación de la transmisión de la serie. El 24 de diciembre se presentó una petición en línea exigiendo el cierre de JTBC por su «drama inconstitucional», que alcanzó las 30.000 firmas en su primer día.
Para el 21 de diciembre, se publicaron alrededor de 3.000 solicitudes para cancelar Snowdrop en la página web de JTBC y se presentaron alrededor de 740 quejas a la Comisión de Normas de Comunicaciones de Corea con respecto a la serie. Ese mismo día se presentó una denuncia ciudadana oficial ante la Comisión de Derechos Civiles y Anticorrupción de Corea del Sur contra el guionista de Snowdrop, Yoo Hyun-mi, y el director Jo Hyun-tak, por violar la Ley de Seguridad Nacional. Como respuesta, JTBC publicó su declaración oficial sobre la controversia, señalando: «Los antecedentes y el motivo de los incidentes importantes en Snowdrop son la época del régimen militar. En este trasfondo sucede una historia ficticia del partido en el poder en convivencia con el Norte. Snowdrop es un trabajo creativo que muestra las historias personales de quienes fueron utilizados por aquellos en el poder. No hay ningún espía que lidere el movimiento de democratización en Snowdrop. Los protagonistas masculinos y femeninos no se muestran participando o liderando el movimiento de democratización en los episodios 1 y 2, y no lo hacen en ninguna parte del guión futuro». «La mayoría de los malentendidos sobre las preocupaciones del negacionismo histórico y el desprecio del movimiento de democratización se resolverán a través del progreso de la trama de la serie. El drama incluye la intención del equipo de producción de esperar que no se repita una era anormal en la que la libertad individual y la felicidad sean oprimidos por un poder injusto. Aunque lamentablemente no podemos revelar gran parte de la trama antes de cada episodio, les pedimos que sigan el progreso futuro de la trama». JTBC declaró su intención de escuchar las opiniones a través de su sitio web oficial, el chat en tiempo real y su tablero de mensajes.
La Declaración de Ciudadanos del Mundo, una organización cívica juvenil sin fines de lucro que apoya a los ciudadanos que resisten la violencia del gobierno, presentó una orden judicial en el Tribunal del Distrito Oeste de Seúl para detener la transmisión de Snowdrop el 22 de diciembre. El Tribunal del Distrito Occidental de Seúl desestimó la demanda de la Declaración de Ciudadanos del Mundo el 29 de diciembre, afirmando en su decisión que, incluso si hubo una distorsión de la historia en la trama, no había pruebas suficientes para demostrar la infracción de los derechos civiles del grupo o que la audiencia del drama podría aceptar ciegamente el contenido histórico como genuino.
Las instituciones conmemorativas de los activistas estudiantiles Bak Jong-cheol y Lee Han-yeol, cuyas muertes se convirtieron en eventos claves para dar inicio a la Lucha Democrática de Junio, han criticado a Snowdrop. La Fundación Conmemorativa Bak Jong-cheol se pronunció en contra de la serie, calificándola como «(un) desprecio del movimiento de democratización» y «un drama con una clara intención de distorsionar la historia». El Museo Conmemorativo Lee Han-yeol también hizo un llamado a cancelar la serie. JTBC Studios intentó organizar una reunión con un representante de la Fundación Conmemorativa Bak Jong-cheol, pero sus esfuerzos no tuvieron éxito.
El 30 de diciembre, JTBC emitió una declaración con respecto a las críticas continuas concernientes a Snowdrop. «JTBC está experimentando daños graves debido a la difusión de falsos y maliciosos comentarios sobre el programa Snowdrop. Para proteger la imagen de la cadena, así como la de los creadores del drama y los derechos de los creativos, estamos planeando en proceder con acciones legales estrictas a partir de ahora. JTBC considera que la libertad creativa y de expresión son un componente clave para la creación exitosa de contenido, siempre y cuando respetemos los derechos de los consumidores a criticar libremente o formar opiniones sobre el contenido en un grado saludable. Sin embargo, con respecto a los comentarios y rumores que atacan abiertamente a los involucrados en la realización de este drama y que no tienen nada que ver con el contenido histórico real, JTBC emprenderá acciones legales. Incluso ahora, los internautas están difundiendo información sobre el contenido de la serie, influyendo gravemente en la opinión general del público».
Los defensores de Snowdrop han señalado el respeto que se le debe dar a la libertad de expresión. En su página de Facebook, el director de cine Jeong Yoon-cheol expresó su creencia de que censurar la transmisión del drama sería dictatorial en sí mismo, y citó las películas Hiroshima mon amour (1959) y La vida de los otros (2006) como ejemplos positivos de historias de amor similares, que incluyen a personas con trasfondos políticos cuestionables. El comentarista político Chin Jung-kwon llamó al público a «simplemente ver el drama como un drama».
El 30 de marzo de 2022, los resultados de la investigación de la Comisión de Normas de Comunicación de Corea revelaron que Snowdrop no «distorsionó la historia» ni denigro el «movimiento de democratización».